# 북부바위쥐
북부바위쥐(Peromyscus nasutus)는 비단털쥐과에 속하는 설치류의 일종이다. 멕시코와 미국에서 발견된다.

## 분포 및 서식지
미국 콜로라도주 북부와 중부, 유타주 남부. 텍사스주 서부, 뉴멕시코주, 애리조나주 동부, 멕시코 치와와주와 코아우일라주, 누에보레온주 지역에 분포한다. 로키산맥 구릉지대에서 서식한다.